# Турок, Иосиф Дмитриевич
Иосиф Дмитриевич Турок (1900—1937) — советский железнодорожник, в 1936 году — заместитель начальника Свердловской железной дороги. Являлся одним из фигурантов Второго Московского процесса. Расстрелян по приговору суда, посмертно реабилитирован.

## Биография
Иосиф Дмитриевич Турок родился в 1900 году в селе Приселье (ныне — Рославльского района Смоленской области). По национальности русский. В 1917 году пошёл добровольцем в Красную Армию, в 1918 году вступил в партию большевиков. В 1920 году демобилизовался. В 1920—1936 годах работал на железнодорожном транспорте. На момент ареста, в ноябре 1936 года, Турок занимал пост заместителя начальника Свердловской железной дороги. Проживал в городе Свердловске, по улице Челюскинцев, в доме номер 1, квартире номер 23.
15 ноября 1936 года Турок был арестован. Показания он дал после применения пыток лишь на 58-й день содержания под стражей. Ознакомившись с показаниями Турока, где тот признавался в организации ряда диверсий на железных дорогах, приведших к крушениям поездов, Сталин написал резолюцию:
Не давать говорить много о круш[ениях]. Цыкнуть. Сколько устроили круш[ений], не давать много болтать…
В числе остальных подсудимых Турок был признан виновным в совершении ряда преступлений, в том числе подготовки свержения власти в СССР, и 30 января 1937 года приговорён к высшей мере наказания — смертной казни через расстрел. Приговор был приведён в исполнение 1 февраля 1937 года. 18 июня 1963 года Турок был посмертно реабилитирован решением Военной коллегии Верховного Суда СССР.